# Скоччимарро, Мауро
Мауро Скоччимарро (итал.  Mauro Scoccimarro; 30 октября 1895 года, Удине, Италия — 2 января 1972 года, Рим) — итальянский политик XX века. Министр финансов Италии (1945—1947) и член Сената (1948—1972). Был последним министром финансов Королевства Италии и первым министром финансов Итальянской Республики.

## Биография
Родился 30 октября 1895 года в городе Удине на севере Италии.
Получил диплом экономиста. В период Первой мировой войны вступил в альпийский отряд, получил звание лейтенанта .
Опыт участия в войне сформировал в нём пацифистские убеждения, несмотря на то, что он воспитывался в семье итальянских националистов. Во 1917 году он вступил в Итальянскую социалистическую партию. После основания в 1921 году Итальянской коммунистической партии стал коммунистом. В последующие годы он был редактором главного в марксистской ежедневной газеты Il lavoratore Friulano и познакомился Антонио Грамши.
В 1922 году к власти в Италии приходят фашисты во главе с Бенито Муссолини.
В 1926 году Скоччимарро был арестован в Милане за антифашистскую деятельность против Национальной фашистской партии Бенито Муссолини и предстал перед особым судом по защите государства. Суд над ним и еще 21 коммунистом, включая Антонио Грамши, Умберто Террачини, Джованни Роведа и Эцио Рибольди, начался 28 мая 1928 года в Риме под председательством генерала Алессандро Сапорити. Специальный суд приговорил его к 20 годам тюремного заключения. Во время своего тюремного заключения в 1932 году он встретил Джиобатто Джианкуинто, который позже станет мэром Венеции (1946—1951) .
В 1939 году тюремный срок был заменён на ссылку, которую Скоччимаро первоначально провел на острове Санто-Стефано. Во время Второй мировой войны Скоччимарро с другими ведущими социалистами, коммунистами и другими антифашистами, такими как Сандро Пертини, Франческо Фанселло, Альтьеро Спинелли, Пьетро Секкья, Альберто Джакометти и Марио Маоваз был интернирован на острове Вентотене и оставался там до своего освобождения в августе 1943 года.
За несколько месяцев до окончания Второй мировой войны Скоччимарро был назначен премьер-министром Иваноэ Бономи министром оккупированной Италии (Ministro dell’Italia Occupata) в своем третьем кабинете (до 21 июня 1945 года).
В апреле 1945 года Скоччимарро стал членом Национального совета . С 21 июня 1945 года до 10 декабря 1945 года он был министром финансов в кабинете премьер-министра Ферруччо Парри. Он занимал этот пост во втором кабинете Де Гаспери до 2 февраля 1947 года.
На парламентских выборах 2 июня 1946 года Скоччимарро был избран кандидатом от ИКП в члены Учредительного собрания, членом которого он был до 18 апреля 1948 года. С 5 мая по 18 октября 1947 года — первым заместителем председателя, а затем председателем специальной парламентской комиссии по расследованию избирательного законодательства (18.10.1947- 31.01.1948). Он также был председателем нескольких других специальных парламентских комиссий.
На выборах 18 апреля 1948 года Скоччимарро был впервые избран от Коммунистической партии членом Сената, в котором он работал пять сроков в течение 24 лет.
Между первым и третьим законодательными периодами он занимал должность вице-президента Сената (8 мая 1948 г.- 15 мая 1963 г.). С 8 мая 1948 года по 11 июня 1958 года он был председателем парламентской группы компартии Италии и одновременно заместителем председателя Постоянного комитета Сената по иностранным делам и колониям.
С 14 июля 1964 года по 15 июля 1965 года Скоччимарро был заместителем председателя парламентского комитета по расследованию Лангаронской катастрофы, произошедшей 9 октября 1963 года на плотине Вайонт. Строительство водохранилища Вайонт привело к оползню с горы Монте-Ток в озеро. Это вызвало большую водную волну, которая вылилась через стены в узкую долину и полностью разрушила город Лонгароне. В результате стихийного бедствия погибло около 2000 человек.
С 18 июля 1968 г. по 27 октября 1970 г. Скоччимарро был заместителем председателя Постоянной комиссии Сената по иностранным делам.
Мауро Скоччимарро скончался 2 января 1972 года в Риме.

## Труды
- Конституция и Национальное обновление, 1946.
- Марксистская доктрина и коммунистическая политика, 1946 г.
- О некоторых аспектах нашей программы, 1946 г.
- Второй послевоенный период, 2 тома, 1956 г.
- Новая демократия = Nuova democrazia. / Перевод с итал. А. Д. Данилова. — Москва : Издательство иностранной литературы, 1959. — 258 с.
- Идеология и политика, 1960
- Кризис в Альто-Адидже, 1960
- Антонио Грамши. // Тридцать лет итальянской истории, в 1915—1945 гг. От антифашизма до сопротивления
- Марксистская идеология и экономическая программа, 1965 г.
- Обновление и укрепление партии, 1966 г.